# De Nederlanden (uitgeverij)
De Nederlanden is een uitgeverij van Vlaams-nationalistische en Heel-Nederlandse strekking.

## Geschiedenis
De uitgeverij heeft haar roots bij de 'Vlaamse Vrienden van de Westhoek' uit De Panne. Deze gaf vanaf 1964 - op initiatief van Jef Laridon - een aantal brochures van Vlaams-nationalistische strekking uit van onder meer Marcel Brauns en Maurits Coppieters. Later volgden onder meer gebundelde kronieken van 't Pallieterke-redacteur Arthur De Bruyne. 
In 1971 volgde op initiatief van onder meer Jef Laridon,  Willy Kuijpers, Lionel Vandenberghe, Jaak Vandemeulebroucke en Carlos van Louwe de feitelijke oprichting van 'De Nederlanden' met de stichting van een vzw. Centraal stond de uitgave van het tijdschrift Nieuw Vlaanderen.
In 1978 kwam Kris Barrezeele aan het roer van de uitgeverij en kwam de nadruk te liggen op de uitgave van boeken. Zo verscheen datzelfde jaar (1978) reeds Het rood van de klauwen van Jef Maton. Later volgde onder meer Vlaams-nationalistisch geïnspireerde historische studies en werken over de Vlaamse Beweging (o.a. Maurits Vanhaegendoren en Pieter Jan Verstraete), maar ook poëzie-uitgaves (o.a. Jos Vinks) en romans (o.a.  Maria Vlamijnck en Julien Librecht). 
Vanaf 1990 verminderden de activiteiten en werd ook de uitgave van Nieuw Vlaanderen gestaakt.